# Tess Harper
Tess Harper, geboren als Tessie Jean Washam (Mammoth Spring, 15 augustus 1950), is een Amerikaans actrice. Zij werd in 1987 genomineerd voor een Academy Award voor haar bijrol als Chick Boyle in Crimes of the Heart, nadat ze in 1984 al werd genomineerd voor een Golden Globe voor die als Rosa Lee in haar debuutfilm Tender Mercies. Samen met de gehele cast van No Country for Old Men won ze in 2008 daadwerkelijk een Screen Actors Guild Award.
Harper was te zien in de televisiefilms Kentucky Woman en Starflight: The Plane That Couldn't Land voordat ze in het eveneens in 1983 uitgekomen Tender Mercies debuteerde op het witte doek. Ze speelde sindsdien rollen in meer dan dertig films, meer dan vijftig inclusief die in televisiefilms. Daarnaast gaf Harper gestalte aan wederkerende personages in een aantal televisieseries. Haar meest omvangrijke rol daarin was die als Fairlight Spencer in negentien afleveringen van de dramaserie Christy. Ze speelde eenmalige gastrollen in ruim vijftien andere reeksen, zoals The Twilight Zone, Murder, She Wrote, L.A. Law, Grace Under Fire, Walker, Texas Ranger, Touched by an Angel, CSI: Crime Scene Investigation, One Tree Hill, Judging Amy, Without a Trace, Brothers & Sisters, Ghost Whisperer, Law & Order: Special Victims Unit en Cold Case.
Harper trouwde in 1971 met Ken Harper, maar hun huwelijk strandde vijf jaar later.

## Filmografie
*Exclusief 20+ televisiefilms
| - El Camino: A Breaking Bad Movie (2019) - Burden (2018) - The Perfect Guy (2015) - Boys on Film 13: Trick & Treat (2015) - Hello, My Name Is Frank (2014) - Frank (2014) - Sunlight Jr. (2013) - Straight A's (2013) - Balancing the Books (2009) - Saving Sarah Cain (2007) - Kiss the Bride (2007) - No Country for Old Men (2007) - Broken (2006) - Broken Bridges (2006) - Jesus, Mary and Joey (2006) - Jam (2006) - Karla (2006) - Loggerheads (2005) - Lonely Place (2004) - Studio City (2003) - No Prom for Cindy (2002) | - The Rising Place (2001) - The In Crowd (2000) - Morning (2000) - The Jackal (1997) - Dirty Laundry (1996) - My New Gun (1992) - The Turning (1992) - The Man in the Moon (1991) - My Heroes Have Always Been Cowboys (1991) - Pretty Hattie's Baby (1991) - Daddy's Dyin'... Who's Got the Will? (1990) - Her Alibi (1989) - Criminal Law (1988) - Far North (1988) - Ishtar (1987) - Crimes of the Heart (1986) - Flashpoint (1984) - Silkwood (1983) - Amityville 3-D (1983) - Tender Mercies (1983) |

## Televisieseries
*Exclusief eenmalige gastrollen
- How to Get Away with Murder - Constance Horning (2019, twee afleveringen)
- Nikki & Nora: The N&N Files - Mary Delaney (2014, twee afleveringen)
- Revenge - Carole Miller (2012, twee afleveringen)
- Crash - Wendy Olinville (2009, tien afleveringen)
- Breaking Bad - Mrs. Pinkman (2008-2010, vier afleveringen)
- Jack & Bobby - Voormalig Vice-President Karen Carmichael (2004, twee afleveringen)
- Early Edition - Lois Hobson (1998-2000, zeven afleveringen)
- Christy - Fairlight Spencer (1994-1995, negentien afleveringen)

- Biblioteca Nacional de España: XX1177250
- Bibliothèque nationale de France: cb13955482n (data)
- Gemeinsame Normdatei: 1123599742
- International Standard Name Identifier: 0000 0001 1476 8844
- Library of Congress Control Number: no96065381
- Nationale Bibliotheek van Tsjechië: xx0152206
- Nationale Bibliotheek van Israël: 987007332463005171
- Nederlandse Thesaurus van Auteursnamen: 190167807
- SNAC: w6xs6r49
- Virtual International Authority File: 86941529
- WorldCat: E39PBJhMjMFmqqbPgKPk9cQyVC